# Коломєєць Сергій Володимирович
Сергій Володимирович Коломєєць (народився 5 червня 1970 на Одещині — помер 10 січня 2013 у Луцьку) — український журналіст.

## Біографія
У Луцьку жив з 1971.
Після закінчення школи № 18 отримав диплом фельдшера у Ківецівському медучилищі. Відслужив два роки в армії.
Працював фельдшером невідкладної допомоги. Заочно отримав диплом бакалавра прикладної соціології та паблік рілейшнз, а також — спеціаліста з менеджменту організацій.
У журналістиці — з 1995. Працював репортером газети «Волинь-експрес», завідувачем репортерського відділу тижневика «Вісник», головним редактором обласної газети «Резонанс», власним кореспондентом всеукраїнської газети «Факти та коментарі».
Автор кількох публіцистичних збірок, літературно-художніх і науково-популярних видань.
Член Національної спілки журналістів України з 2000.

## Відзнаки
- 2001 — отримав обласну журналістську премію імені репортера Олексія Левкова.
- 2003 — переміг у номінації «Журналістська надія».
- 2007 — відзначений дипломом за книгу «Ласкаво просимо в реальність» як найкращу в номінації «Проза» за підсумками обласного конкурсу «Світ Волинської книги — 2007».